# Miłko Ǵurowski
Miłko Ǵurowski (ur. 26 lutego 1963 w Tetowie) – macedoński piłkarz występujący na pozycji napastnika. Trener piłkarski. Ojciec Mario Ǵurowskiego oraz brat Boszko Ǵurowskiego, także piłkarzy.

## Kariera klubowa
Ǵurowski karierę rozpoczynał w 1978 roku w Crvenej zvezdzie. Przez 8 lat gry dla tego klubu, zdobył z nim 3 mistrzostwa Jugosławii (1980, 1981, 1984) oraz 2 Puchary Jugosławii (1982, 1985). W 1986 roku odszedł do Partizana. W 1987 roku wywalczył z nim mistrzostwo Jugosławii, a w 1989 roku Puchar Jugosławii.
W 1990 roku Ǵurowski wyjechał do Holandii, by grać w tamtejszym FC Groningen z Eredivisie. Na początku 1993 roku odszedł do SC Cambuur z Eerste Divisie, ale po pół roku spędzonym w tym klubie wrócił do FC Groningen. Tym razem grał tam przez rok. Następnie, również przez rok występował we francuskim drugoligowcu, Nîmes Olympique. Karierę kończył w 1996 roku w słoweńskim klubie Železničar Maribor.

## Kariera reprezentacyjna
W reprezentacji Jugosławii Ǵurowski zadebiutował 31 marca 1984 roku w wygranym 2:1 towarzyskim meczu z Węgrami, w którym strzelił także gola. W tym samym roku został powołany do kadry na Letnie Igrzyska Olimpijskie, podczas których zdobył z drużyną brązowy medal. W latach 1984–1985 w drużynie Jugosławii rozegrał łącznie 6 spotkań i zdobył 2 bramki.
12 października 1994 roku w przegranym 0:2 meczu eliminacji Mistrzostw Europy 1996 z Hiszpanią, Ǵurowski zadebiutował w reprezentacji Macedonii. Łącznie zagrał w niej 3 razy.